# Robert Farken
Robert Farken (Lipsia, 20 settembre 1997) è un mezzofondista tedesco, campione nazionale tedesco.

## Biografia
Ha vinto i 1500 m dei Campionati europei a squadre di atletica leggera 2021.

## Palmarès
| Anno | Manifestazione  | Sede      | Evento       | Risultato  | Prestazione | Note |
| ---- | --------------- | --------- | ------------ | ---------- | ----------- | ---- |
| 2024 | Europei         | Roma      | 1500 m piani | 8º         | 3'33"98     |      |
| 2024 | Giochi olimpici | Parigi    | 1500 m piani | Semifinale | 3'33"35     |      |
| 2025 | Europei indoor  | Apeldoorn | 1500 m piani | Finale     | dnf         |      |

## Campionati nazionali
2017
- Oro ai campionati tedeschi indoor, 800 m piani - 1'49"78

2019
- Argento ai campionati tedeschi, 800 m piani - 1'47"48
- Oro ai campionati tedeschi indoor, 800 m piani - 1'49"60

2020
- Oro ai campionati tedeschi indoor, 800 m piani - 1'50"39

2021
- Oro ai campionati tedeschi, 1500 m piani - 3'34"64

2022
- Oro ai campionati tedeschi indoor, 1500 m piani - 3'50"70

## Altre competizioni internazionali
2019
- 14º all'ISTAF Berlin ( Berlino), 1500 m piani - 3'38"94